# Franz Desfours-Walderode
Franz Desfours-Walderode, česky též František Vincenc hrabě Desfours-Walderode (4. června 1806 Vídeň – 9. října 1869 Horní Beřkovice) ,byl rakouský a český šlechtic a politik, v 2. polovině 19. století poslanec Říšské rady.

## Biografie
Byl syn Josefa Desfours-Walderode, po kterém zdědil rodinné statky ve hospodářsky špatném stavu.
Byl aktivní i politicky. V zemských volbách roku 1861 byl zvolen na Český zemský sněm za kurii velkostatkářskou, svěřenecké velkostatky. Zemský sněm ho 21. března 1863 zvolil i do Říšské rady (tehdy ještě volené nepřímo) za kurii velkostatkářskou v Čechách. 17. června 1863 složil slib. Mandát v zemském sněmu získal znovu v zemských volbách v březnu 1867, opět za velkostatkářskou kurii. Sněm ho pak v dubnu 1867 opět delegoval i do Říšské rady. Rezignoval 1869 po povolání do Panské sněmovny (horní, jmenovaná komora Říšské rady). Složil tehdy i mandát v zemském sněmu. Byl členem provídeňsky orientované Strany ústavověrného velkostatku.
Zemřel v říjnu 1869 na mrtvici na svém panství v Horních Beřkovicích.

## Rodina
Oženil se v Praze roku 1837 s Marií Annou Františkou Mayersbachovou (20. 11. 1819 Osečany – 3. 11. 1879 Horní Beřkovice). Narodilo se jim pět dětí, čtyři z nich se dožily dospělosti:
- 1. Zdeňka (9. 6. 1838 České Budějovice – 27. 10. 1877 Praha)
  - ⚭ (1860) hrabě František Salesius z Valdštejna-Vartemberka (1. 12. 1834 Vídeň – 30. 4. 1887 Roztoky), c. k. komoří
- 2. Theodor (25. 4. 1841 Hrubý Rohozec – 1. 5. 1894 Křetín), člen v rakouské panské sněmovně, kde patřil k obhájcům českého historického státního práva a odpůrcům mocenských zájmů habsburské monarchie[2]
  - ⚭ (1872) hraběnka Augusta Coudenhove (12. 2. 1855 Budapešť – 22. 4. 1933 Křetín)
- 3. František (*/† 15. 7. 1845 Horní Beřkovice)
- 4. Marie (25. 6. 1850 Praha – 22. 5. 1923 Praha)
  - ⚭ (1870) hrabě Josef Czernin z Chudenic (20. 2. 1842 Praha – 27. 1. 1923 Praha), majitel statku Hořákov na Klatovsku
- 5. Artur (21. 2. 1852 Praha – 27. 8. 1917 Prešpurk)
  - ⚭ (1876) Michaela Bukůvková z Bukůvky (20. 3. 1851 Dobromilice – 29. 6. 1940 Potštát), rozvedli se roku 1886